# Usja (vattendrag i Vitryssland, Minsks voblast, lat 53,99, long 28,91)
Usja (vitryska: Уша) är ett vattendrag i Belarus.   Det ligger i voblasten Minsks voblast, i den centrala delen av landet, 90 km öster om huvudstaden Minsk.
I omgivningarna runt Usja växer i huvudsak blandskog. Runt Usja är det glesbefolkat, med 16 invånare per kvadratkilometer.